# Burundi ved sommer-OL 2016
Burundi deltog ved Sommer-OL 2016 i Rio de Janeiro som blev arrangeret i perioden 5. august til 21. august 2016.

## Medaljer
| 2016 Rio de Janeiro | Guld | Sølv | Bronze | Total |
| Burundi             | 0    | 1    | 0      | 1     |

### Medaljevindere
| Burundi under sommer-OL 2016 i Rio de Janeiro | Burundi under sommer-OL 2016 i Rio de Janeiro | Burundi under sommer-OL 2016 i Rio de Janeiro | Burundi under sommer-OL 2016 i Rio de Janeiro | Burundi under sommer-OL 2016 i Rio de Janeiro |
| Medalje                                       | Navn                                          | Sport                                         | Event                                         | Dato                                          |
| --------------------------------------------- | --------------------------------------------- | --------------------------------------------- | --------------------------------------------- | --------------------------------------------- |
| Sølv                                          | Francine Niyonsaba                            | Atletik                                       | 800 meter                                     | 20. august                                    |